# Nazarene Soosai
Nazareno Soosai (Rajakkalamngalamthurai, Tamil Nadu, 13 de abril de 1963) é um clérigo indiano e bispo católico romano de Kottar.
Nazarene Soosai primeiro frequentou o seminário para meninos em Nagercoil e depois estudou no seminário em Poonamallee. Em 2 de abril de 1989 recebeu o sacramento da ordenação para a diocese de Kottar.
Além das tarefas da pastoral paroquial, foi prefeito de estudos e secretário da comissão diocesana para a pastoral vocacional de 1990 a 1992. De 1998 a 2000 estudou na Universidade Católica de Louvain e obteve uma licenciatura em teologia. Depois de mais estudos de 2000 a 2003 na Pontifícia Universidade Gregoriana de Roma, recebeu o título de Dr. teológico Doutorado. Ele também obteve um mestrado em ciência política pela Universidade Madurai Kamaraj. De 2003 a 2011 foi decano e professor de teologia no seminário de Poonamallee e desde 2012 pároco do Santuário de Nossa Senhora do Resgate em Kanyakumari e decano do vicariato de Kanyakumari. Ele também foi professor convidado em Poonamallee e em várias outras universidades e institutos.
O Papa Francisco o nomeou Bispo de Kottar em 20 de maio de 2017. Seu antecessor, Peter Remigius, o consagrou bispo em 29 de junho do mesmo ano em Nagercoil. Os co-consagradores foram o Arcebispo de Madurai, Antony Pappusamy, e o Bispo de Varanasi, Eugene Joseph.